# Hickory (Mississippi)
Hickory is een plaats (town) in de Amerikaanse staat Mississippi, en valt bestuurlijk gezien onder Newton County.

## Demografie
Bij de volkstelling in 2000 werd het aantal inwoners vastgesteld op 499.
In 2006 is het aantal inwoners door het United States Census Bureau geschat op 513, een stijging van 14 (2,8%).

## Geografie
Volgens het United States Census Bureau beslaat de plaats een oppervlakte van
2,4 km², geheel bestaande uit land. Hickory ligt op ongeveer 122 m boven zeeniveau.

## Plaatsen in de nabije omgeving
De onderstaande figuur toont nabijgelegen plaatsen in een straal van 28 km rond Hickory.